# Masiphya biseriata
Masiphya biseriata är en tvåvingeart som först beskrevs av Wulp 1890.  Masiphya biseriata ingår i släktet Masiphya och familjen parasitflugor. Inga underarter finns listade i Catalogue of Life.